# Ruger SP 101

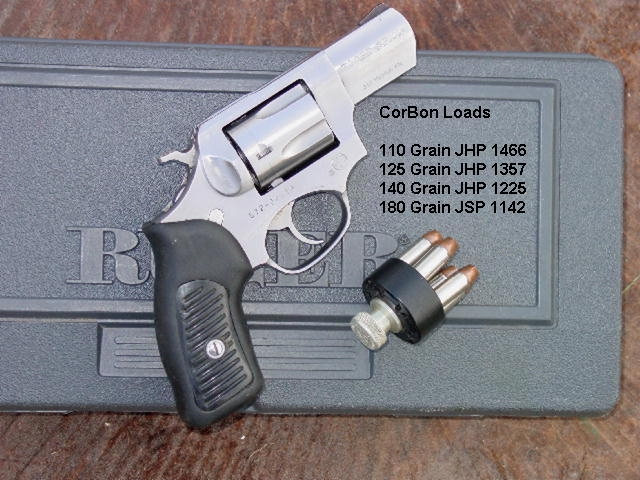
Un SP101 à canon court en .38 Special avec une chargette rapide

Le Ruger SP101 est un revolver compact commercialisé depuis 1989 pour remplacer le Ruger Speed Six.

## Présentation
Le SP 101 fonctionne en  simple/double action ou double action seule. Il est fabriqué uniquement en acier inoxydable et muni d'une crosse en élastomère. Il est disponible en petit  et gros calibre. La visée est fixe (canon court) ou réglable (en .22 et .32). Le canon comprend un manchon court ou long protégeant la baguette d'éjection.

## Diffusion
En Amérique du Nord, il est vendu pour la défense personnelle et arme le Département d'État des États-Unis (version à canon court et platine DAO fournie aux diplomates en poste dans des pays « à risque » à la suite des attentats contre des ambassades américaines au Kenya et en Tanzanie). 
En France, 10 000 SP 101 à canon court en .38 Special furent en service dans la Police nationale pour armer les commissaires de police, les fonctionnaires féminins et les gardes du corps du Service de protection des hautes personnalités. 
Le SP 101 fut aussi en service au sein du RAID, dans les années 1990.
Il est aussi compatible avec la réglementation sur l'armement des polices municipales.
Il équipait également les agents de la sûreté ferroviaire (la police de la SNCF) et du GPSR (sécurité de la RATP) en calibre .38 Special.

## Les copies  allemandes et italiennes
Sur le marché des pistolets d'alarme sont disponibles les :
- Kimar Kruger (Italie) renommé ensuite Kimar Competitive (canon de 6 cm) et Kimar Power (canon de 10 cm)
- Melcher ME-38 Compact (Allemagne)

## Dans la culture populaire
Le Ruger SP 101 est présent au cinéma dans Bad Lieutenant, Roméo doit mourir, Dragon rouge, Un tueur pour cible, Léon, Une chance sur deux et dans U.S. Marshals. À la télévision, dans Julie Lescaut, Kojak et entre les mains de John Hagen dans Les Experts : Miami. Moins fréquent à l'écran que son célèbre modèle US, le petit ME-38 allemand arme de nombreux policiers et criminels dans les séries Alerte Cobra, Le Clown ou Motocops tournées en Allemagne ou en Autriche, comme la série médico-policière Medicopter. Quant au Kruger produit dans la région de Turin, il est l'arme de plusieurs assassins dans les dernières saisons de Rex, chien flic ou de Julia Corsi, commissaire tournées en Italie. Le Kruger apparaît aussi dans les téléfilms d'horreur canadiens anglophones Le Marécage et Home Sweet Home.

## Variantes principales
| Références du catalogue Ruger | Munition  | Capacité | Visée    | Type du canon | Longueur du canon | Masse à vide | Notes                                                               |
| ----------------------------- | --------- | -------- | -------- | ------------- | ----------------- | ------------ | ------------------------------------------------------------------- |
| KSP-241X                      | .22 LR    | 6 Coups  | Réglable | Lourd         | 4 pouces          | 34 onces     | Retiré du catalogue                                                 |
| KSP-3231X                     | .32 Mag   | 6 Coups  | Réglable | Lourd         | 3 1/16 pouces     | 30 onces     |                                                                     |
| KSP-3241X                     | .32 Mag   | 6 Coups  | Réglable | Lourd         | 4 pouces          | 33 onces     |                                                                     |
| KSP-821X                      | .38+P     | 5 Coups  | Fixe     | Lourd         | 2 1/4 pouces      | 25 onces     |                                                                     |
| KSP-821DOS                    | .38+P     | 5 Coups  | Fixe     | Lourd         | 2 1/4 pouces      | 25 onces     | Chiens sans crêtes. C’est le modèle livré à l’U.S. State Department |
| KSP-831X                      | .38+P     | 5 Coups  | Fixe     | Lourd         | 3 1/16 pouces     | 27 onces     |                                                                     |
| KSP-321X                      | .357 Mag. | 5 Coups  | Fixe     | Lourd         | 2 1/4 pouces      | 25 onces     |                                                                     |
| KSP-321XL                     | .357 Mag. | 5 Coups  | Fixe     | Lourd         | 2 1/4 pouces      | 25 onces     | D.A.O.                                                              |
| KSP-321X-LG                   | .357 Mag. | 5 Coups  | Fixe     | Lourd         | 2 1/4 pouces      | 25 onces     | Crimson Trace Lasergrips                                            |
| KSP-321XL-LG                  | .357 Mag. | 5 Coups  | Fixe     | Lourd         | 2 1/4 pouces      | 25 onces     | Crimson Trace Lasergrips, D.A.O.                                    |
| KSP-331X                      | .357 Mag. | 5 Coups  | Fixe     | Lourd         | 3 1/16 pouces     | 27 onces     |                                                                     |
| KSP-321XL                     | .357 Mag. | 5 Coups  | Fixe     | Lourd         | 2 1/4 pouces      | 25 onces     | D.A.O                                                               |
| KSP-921                       | 9 mm      | 5 Coups  | Fixe     | Lourd         | 2 1/4 pouces      | 26 onces     | Retiré du catalogue, utilise des clips de chargement circulaire     |

## Fiche technique
- Munition : .22 LR, .38 Special (calibre d'origine), .32 H&R Magnum (proposé depuis 1991), .327 Federal Magnum (proposé depuis 2008), .357 Magnum (proposé depuis 1991), 9 mm Parabellum (1991-début des années 2000)
- Longueur du canon : 57, 78 ou 102 mm
- Longueur totale : 177/198/222 mm (selon la longueur du canon)
- Masse de l'arme vide : 708-760-950 g
- Barillet : 5 coups/6 coups
- Usage : Police

## Sources
- D. André, Les Armes de la Police nationale, Histoire & Collection, 2012.
- J. Huon, Encyclopédie de l'Armement mondial, tome 3, Grancher 2012.
- J. Huon, Les Armes des Polices Françaises, tome 1, Crépin-leblond, 2014.
- Ruger's SP101 page
- Ruger SP101 -- A Sturdy Rimfire "Secret" de Clair Rees, Guns